# 谷関
谷関（こくかん、繁: 谷關、英: Kukuan, Guguan〈クークアン、グーグアン〉）は、台湾の台中市和平区にある観光地であり、中部横貫公路（省道台8線）の東勢区の起点より約 35キロメートル (22 mi) (33.8km) の距離に位置する。「谷関」の地名は、山に囲まれた関所のような地形から名付けられた。大甲渓の温泉の湧出により開発され、さらに中部横貫公路の開通により観光事業が急速に発展した。しかし、921大地震や台風7号（ミンドゥル）の災害（72水災）により大甲渓一帯は大きく変貌した。温泉観光産業は多大な損害を受け、湧泉量も減少し、中部横貫公路も崩落によって上谷関より先が寸断されたが、その後、回復が図られている。

## 歴史
谷関は、もともとタイヤル族（繁: 泰雅族）の居住地であり、日本統治時代（1895-1945年）の1907年（明治40年）、地元の原住民によって温泉が発見され、谷関温泉は日本人により明治温泉と呼ばれた。しかし当初、路線の建設が進められていたが、あまりに不便なことから開発されなかった。1917年（大正6年）ごろに初めて警備隊とその家族のための浴場が整備された後、1927年（昭和2年）に公衆浴場が建設され、1928年（昭和3年）に明治温泉公共浴場（温泉場に設置された普通旅館）が落成した。谷関は、温泉の呼称から「明治」と名付けられ、標高により上明治（上谷関）、下明治（下谷関）に分けられた。
1937年（昭和12年）には、日本人の山田金治により、谷関で先史時代の石器が発見された。その後、1955年（民国44年）より調査研究が進められ、1995年（民国84年）には、上谷関からも谷関類型の石器が発見された。研究により大甲渓流域の営埔文化類型の1つとして谷関文化が認められ、初期のPinijan類型と後期の谷関類型に分類されている。

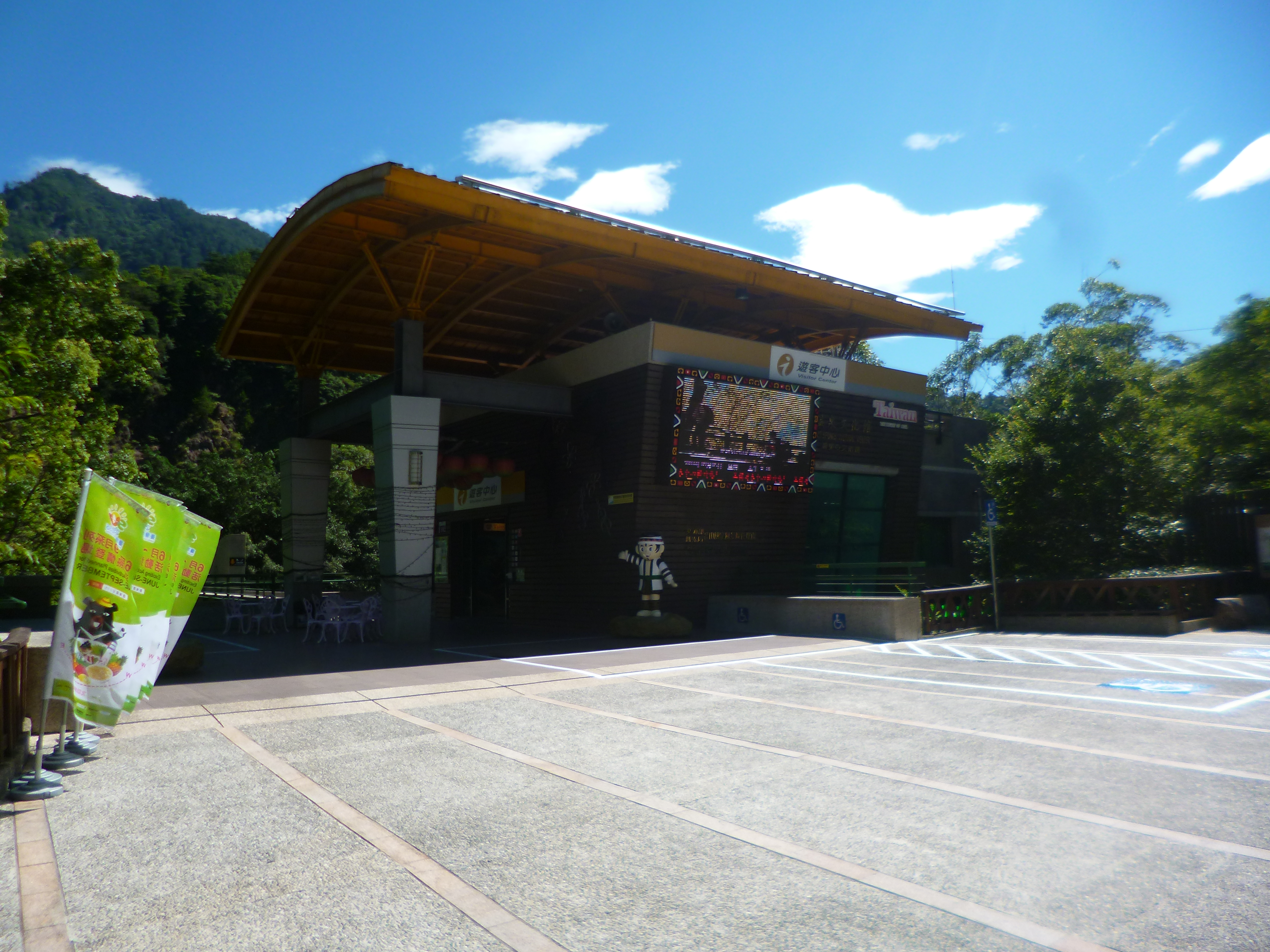
谷関温泉文化館（谷関ビジターセンター）2005年開設

戦後、国民政府になると、1952年（民国41年）、大甲渓の上谷関に天輪ダムが完成した。そして1956年（民国45年）には、台湾の東と西を結ぶ中部横貫公路の建設が開始され、同年7月7日、起工式が谷関と太魯閣双方でともに行われ、退役軍人らの尽力により台湾初の横貫公路は、1960年5月9日に竣工した。谷関郵局は1958年（民国47年）のうちに設置された。開通後、谷関に多くの観光客が訪れて観光産業が発展し、1981年（民国70年）12月には、台中県政府（現・台中市政府）より、谷関は観光地的機能を兼ね備える風景特定区に指定された。一方、1986年（民国75年）10月、谷関観光バス転落事故が大型トラックとの衝突により発生し、42人が死亡する台湾バス事故最大の惨事となった。

### 災害・復旧

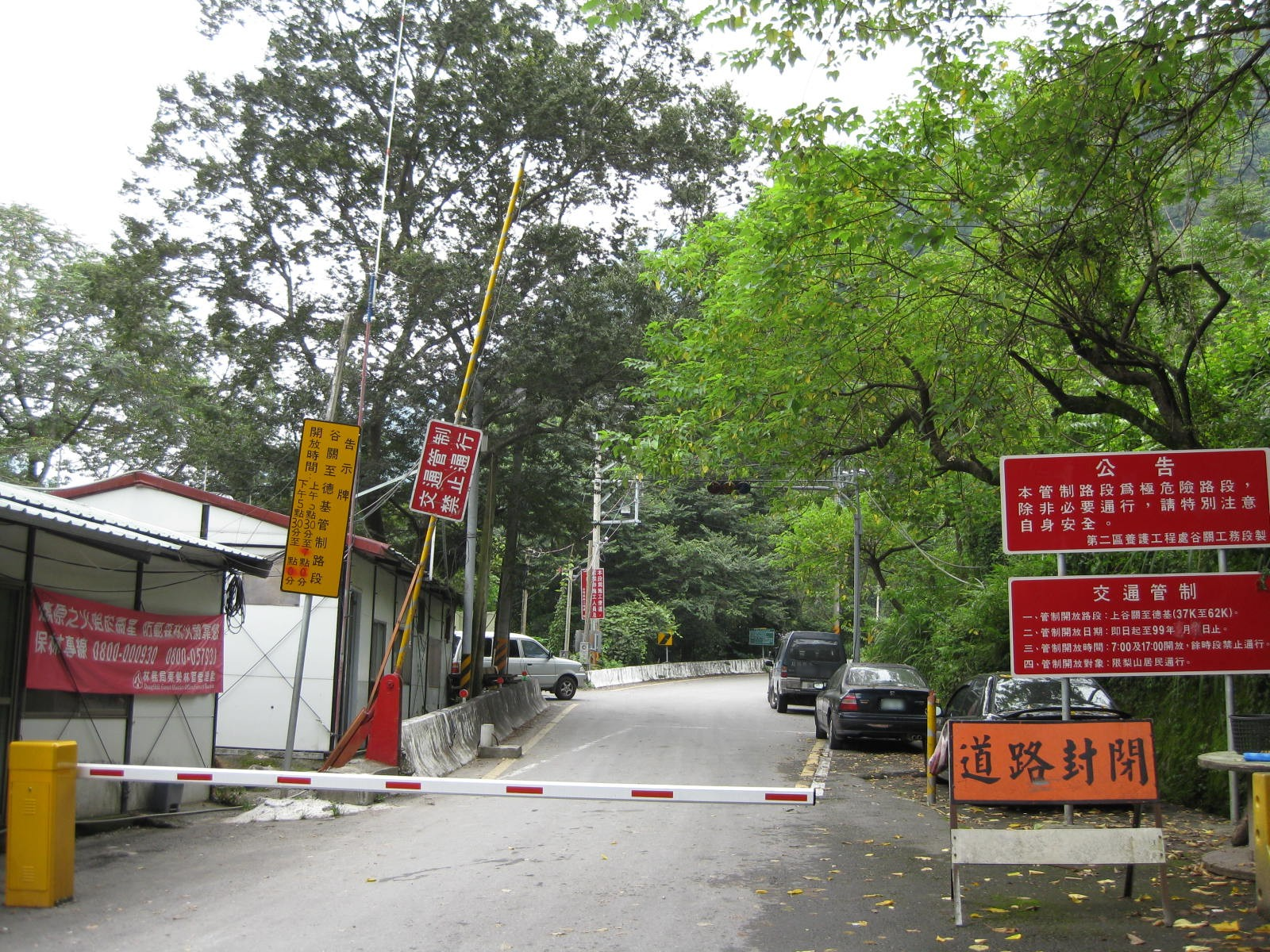
上谷関（省道台8線37.5km）の通行規制地点（2010年）

1999年（民国88年）9月21日、921大地震の発生により、省道台8線沿線は多くが破壊され、死者・負傷者のほか、谷関には観光客1万人余りが孤立し、救助作業が進められた。その後、2000年（民国89年）1月18日に一時復旧したが、交通部公路総局の谷関工務課（繁: 谷關工務段）の管轄する起点から 112キロメートル (70 mi) の区間のうち、地質的に脆弱な上谷関 35キロメートル (22 mi) の地点より徳基 62キロメートル (39 mi) までを閉鎖して修復された。しかし、2004年（民国93年）7月15日の開通を前に、同年7月2日、台風7号（繁: 蒲公英、ミンドゥル）により再び崩壊し、この水害（72水災）により、谷関の観光産業はさらに打撃を受けた。大甲渓の土砂の堆積により、同年8月には台風17号（繁: 艾利、アイレー）の影響に伴う退避を余儀なくされ、その後も2005年（民国94年）7月には、台風5号（繁: 海棠、ハイタン）の豪雨により谷関の交通が遮断され、2008年（民国97年）9月にも台風13号（繁: 辛樂克、シンラコウ）によって幹線道路に架かる篤銘橋が破壊された。

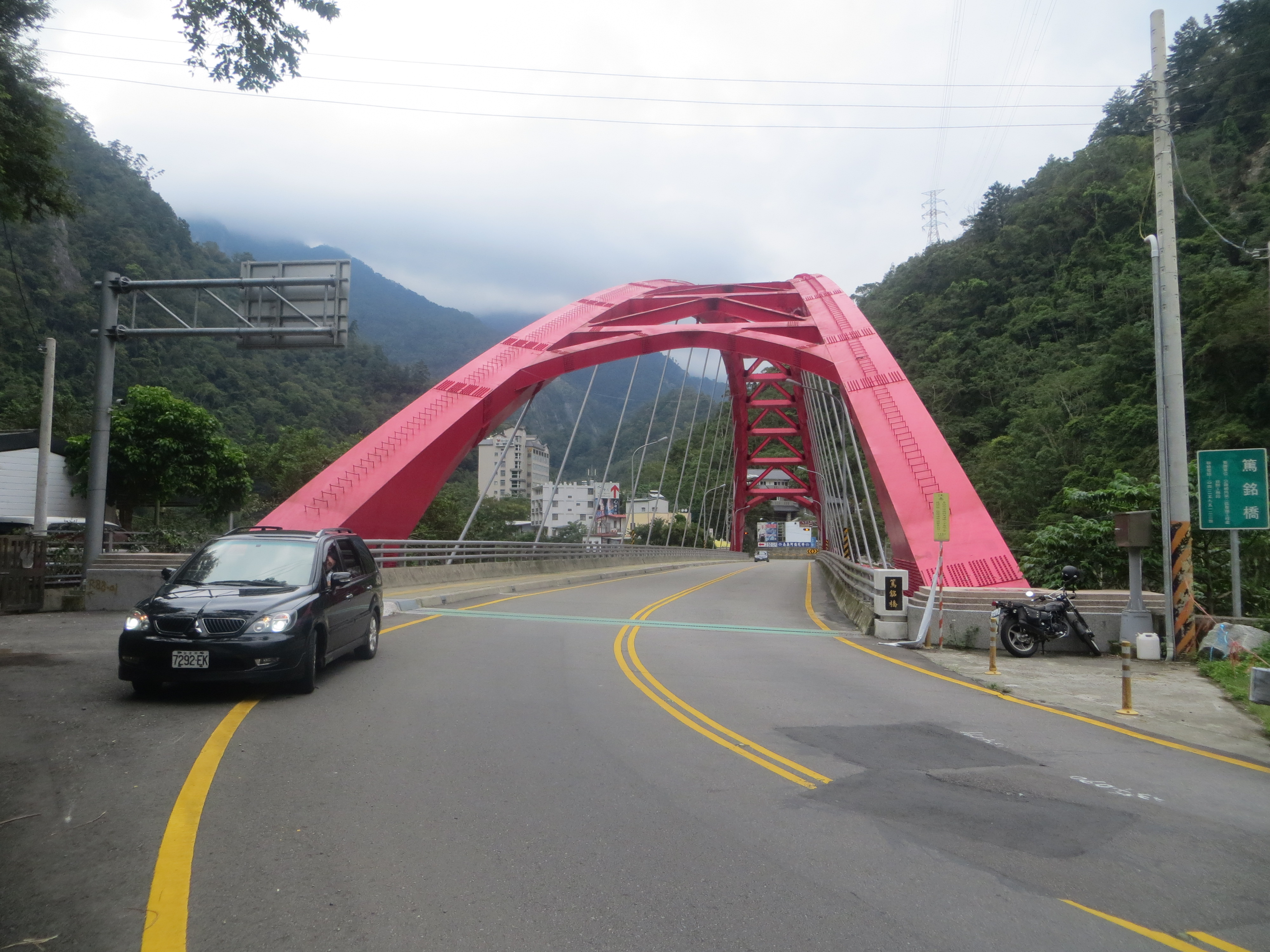
2010年に移設された篤銘橋

2009年（民国98年）1月より損壊した篤銘橋の移設工事が開始され、翌2010年（民国99年）7月、約 150メートル (490 ft) 上流に新たな篤銘橋が開通した。また、2011年（民国100年）には、梨山への往来を求める住民の嘆願により、規制のなか閉鎖区間の交通が認められるようになった。一般通行は禁止であるものの、2018年（民国107年）11月には、迂回路（台8臨37線）による正規バスの運行が開始された。翌2019年（民国108年）には、日本の星野リゾートが谷関温泉に進出した。

## 地理
谷関は、台中市和平区博愛里に位置し、台中の東約 60キロメートル (37 mi) (60.1km)、梨山の西約 50キロメートル (31 mi) (47.7km) の中部横貫公路（省道台8線）沿線にあり、台中市の観光の要地として谷関風景特定区に指定され、地震や水災による被害を受けながらも発展している。
谷関の標高は、およそ 740メートル (2,430 ft)から800メートル (2,600 ft) で、谷関大橋の水位は 702.4メートル (2,304 ft)、上谷関の標高は 1,000メートル (3,300 ft) におよぶ。谷関の名産の1つに標高 800メートル (2,600 ft) 以上に生長する柿（甘柿）が知られる。
谷関の年平均気温は摂氏18.5度と穏やかで涼しく、年間降水量は谷関の西側がおよそ 2,000ミリメートル (79 in) から2,500ミリメートル (98 in)、東側が 2,500ミリメートル (98 in) から 3,000ミリメートル (120 in) とされ、年間降水日数は約100日で、降雨は2-8月にかけて多く、とりわけ3-6月が多くなる。
谷関は雪山山脈に位置し、周囲は八仙山（標高2366m）を筆頭に谷関七雄あるいは八雄ともされる台湾の中級山に囲まれるとともに、鞍馬山（Anma Shan〈アンマーサン〉、標高2666m）南部を源流とする鞍馬渓が、天輪ダム上流に流入し、船形山（船型山、標高2274m）および稍来山（標高2307m）東南部からの稍来渓が、同じく大甲渓の谷関の水域に流れ込む。また、八仙山域からの佳保渓が、十文渓とともに谷関に注いでいる。
谷関の周辺には、古第三紀始新世から漸新世にあたる白冷層・佳陽層・達見砂岩層が分布する。白冷層は厚い石英砂岩（正珪岩）と頁岩の互層で、佳陽層は厚い粘板岩と少量の細粒砂岩・シルト岩（泥岩）からなり、達見砂岩層は厚い石英砂岩・粘板岩・頁岩の互層により構成される。谷関温泉には、谷関断層が北東 - 南西方向に走り、主に断層の西側は漸新世の眉渓砂岩（白冷層）で、東側は中新世の廬山層（変成泥岩〈半粘板岩〉）となり、温泉は主に断層破砕帯および砂岩・粘板岩層より湧出する。